# Неумортная приквда
«Неумортная приквда» (англ. A Rickconvenient Mort) — третий эпизод пятого сезона американского мультсериала «Рик и Морти». Сценарий к эпизоду написал Роб Шраб, а режиссёром выступил Хуан Меса-Леон.
Название эпизода отсылает к документальному фильму «Неудобная правда» (2006).
Премьера эпизода состоялась 4 июля 2021 года в блоке Adult Swim на Cartoon Network. Эпизод посмотрели около миллиона зрителей во время выхода в эфир.

## Сюжет
Рик и Морти выходят на улицу, пока не начинается кислотный дождь. Появляется Планетина, супергерой в стиле Капитана Планеты, и останавливает дождь. Увидев это, Морти сразу же заинтересовался ею. Позже Рик решает взять Саммер в путешествие по трём планетам, которые вот-вот будут разрушены, и из-за этого устраивают большие сексуальные вечеринки. Пока Морти укрепляет свои отношения с Планетиной, Рик находит девушку Дафни на первой планете и берёт её с собой. Вернувшись домой, Бет узнаёт о Планетине и запрещает Морти быть с ней. Двое убегают, занимаясь экологически чистыми видами деятельности, пока Планетина не натыкается на угольную шахту и не решает разрушить её, убивая всех внутри. Морти обезумевает и пугается этим, решая прекратить свои отношения с Планетиной, в результате чего Морти сильно убивается горем, но Бет утешает его и говорит, что понимает его боль.
Рик и Саммер вместе с Дафни отправляются на третью планету. Саммер, устав от того, что Рик её игнорирует, взрывает астероид, который вот-вот уничтожит планету. Дафни понимает, что ей больше не угрожает опасность, и бросает Рика, доказывая, что Саммер ранее заявляла, что она не любит его.
В сцене после титров двое жителей третьей планеты, отец и сын, возвращаются к работе после того, как конец света был отменён. Двое ведут неловкий разговор о том, как они занимались сексом вместе прошлой ночью, не ожидая, что на следующий день останутся в живых.

## Отзывы
Зак Хэндлен из The A.V. Club дал эпизоду оценку B-, заявив, что «я не думаю, что этот эпизод был ругательством или чем-то в этом роде, и это не похоже на то, что обитатели какой-либо из планет, которые будут разрушены, производят сильное впечатление, выходящее за пределы диапазона „одноразового придурка“, но главное, что обе истории Морти, Рика и Саммер разделяют идею о том, что они сосредоточены на личном, но глобальные — вот где реальные последствия». Стив Грин из IndieWire дал эпизоду оценку B+, заявив, что «помимо того, что шоу время от времени требуется встряхивание, Саммер и Рик следят за скачкообразной цепочкой приключений из „Неумортной приквды“ на этой неделе».